# Saskia Clark
Saskia Clark (Colchester, 23 de agosto de 1979) es una deportista británica que compite en vela en la clase 470. 
Participó en tres Juegos Olímpicos de Verano, obteniendo dos medallas, oro en Río de Janeiro 2016 y plata en Londres 2012, ambas en la clase 470 (junto con Hannah Mills), y el sexto lugar en Pekín 2008, en la misma clase.
Ganó seis medallas en el Campeonato Mundial de 470 entre los años 2005 y 2015, y dos medallas en el Campeonato Europeo de 470, plata en 2014 y bronce en 2011.
En 2016 fue nombrada Regatista Mundial del Año por la Federación Internacional de Vela junto con su compañera de la clase 470, Hannah Mills.

## Palmarés internacional
| \| Juegos Olímpicos \| Juegos Olímpicos \| Juegos Olímpicos \| Juegos Olímpicos \| \| Año \| Lugar \| Medalla \| Clase \| \| ------------------ \| ------------------------------ \| ----------------- \| ---------------- \| \| 2012 \| Londres (Reino Unido) \| Medalla de plata \| 470 \| \| 2016 \| Río de Janeiro (Brasil) \| Medalla de oro \| 470 \| \| Campeonato Mundial \| \| \| \| \| Año \| Lugar \| Medalla \| Clase \| \| 2005 \| San Francisco (Estados Unidos) \| Medalla de plata \| 470 \| \| 2007 \| Cascaes (Portugal) \| Medalla de bronce \| 470 \| \| 2011 \| Perth (Australia) \| Medalla de plata \| 470 \| \| 2012 \| Barcelona (España) \| Medalla de oro \| 470 \| \| 2014 \| Santander (España) \| Medalla de bronce \| 470 \| \| 2015 \| Haifa (Israel) \| Medalla de plata \| 470 \| \| Campeonato Europeo \| \| \| \| \| Año \| Lugar \| Medalla \| Clase \| \| 2011 \| Helsinki (Finlandia) \| Medalla de bronce \| 470 \| \| 2014 \| Atenas (Grecia) \| Medalla de plata \| 470 \| |                                |                   |       |
| Juegos Olímpicos |                                |                   |       |
| Año | Lugar                          | Medalla           | Clase |
| 2012 | Londres (Reino Unido)          | Medalla de plata  | 470   |
| 2016 | Río de Janeiro (Brasil)        | Medalla de oro    | 470   |
| Campeonato Mundial |                                |                   |       |
| Año | Lugar                          | Medalla           | Clase |
| 2005 | San Francisco (Estados Unidos) | Medalla de plata  | 470   |
| 2007 | Cascaes (Portugal)             | Medalla de bronce | 470   |
| 2011 | Perth (Australia)              | Medalla de plata  | 470   |
| 2012 | Barcelona (España)             | Medalla de oro    | 470   |
| 2014 | Santander (España)             | Medalla de bronce | 470   |
| 2015 | Haifa (Israel)                 | Medalla de plata  | 470   |
| Campeonato Europeo |                                |                   |       |
| Año | Lugar                          | Medalla           | Clase |
| 2011 | Helsinki (Finlandia)           | Medalla de bronce | 470   |
| 2014 | Atenas (Grecia)                | Medalla de plata  | 470   |